# Longá (ort i Grekland, Peloponnesos)
Longá är en ort i Grekland.   Den ligger i prefekturen Messenien och regionen Peloponnesos, i den södra delen av landet, 200 km sydväst om huvudstaden Aten. Longá ligger 67 meter över havet och antalet invånare är 983.
Terrängen runt Longá är kuperad västerut, men österut är den platt. Havet är nära Longá österut.  Närmaste större samhälle är Pylos, 19,3 km väster om Longá. 